# 盧超宗
盧超宗，贵州黃平人，清朝政治人物、同進士出身。
嘉慶二十二年（1817年）丁丑科進士，三甲七十七名，后事不詳。